# Machaon

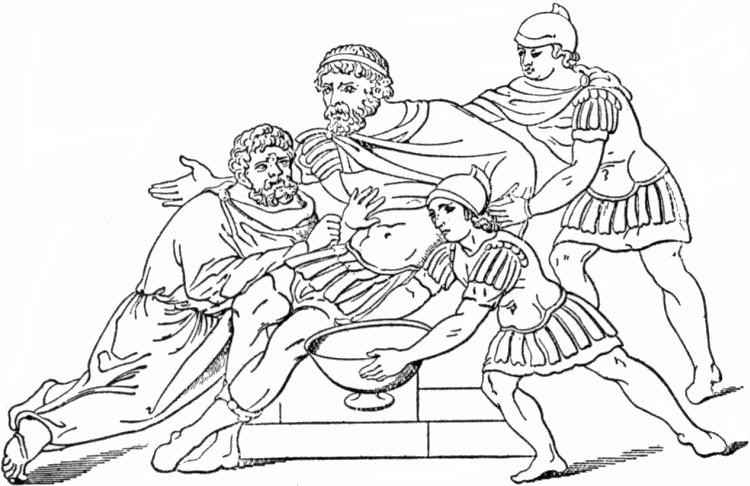
Machaon als Chirurg versorgt die Wunde des Menelaos.

Machaon (altgriechisch Μαχάων Macháōn) ist in der griechischen Mythologie einer der heilkundigen Söhne des Asklepios und der Epione, des Merops Tochter (oder, bei Hesiod, der Sohn von Xanthione, nach einer anderen Version, Koronis oder Hesione). Er war somit Enkel des Apollon und Bruder der Hygieia, der Panakeia und des Podaleirios.

## Stand und Taten
Nach Pausanias war er ein großer Arzt und Wundertäter, den die Messenier göttlich verehrten. Er besaß ein kleines Königreich in Messenien in der Peloponnes. Mit seinem jüngeren Bruder Podaleirios soll er zudem in Thessalien die drei Städte Trikka, Ithome und Oichalia regiert haben. Er war unter den Freiern der Helena.
Zusammen mit Podaleirios nahm er von Aulis aus mit 30 thessalischen Schiffen als Heerführer am Zug nach Troja teil, er allein hatte zwanzig davon mit Leuten aus Attika besetzt. Er war dort ein, von seinem Vater ausgebildeter, berühmter Arzt (und nach damaliger Art vielmehr Wundheiler) der Griechen, aber auch tapferer Mitkämpfer. Seine Heilkünste lernte er von seinem Vater und von seinem Lehrer Cheiron. Er heilte die Wunde des durch den Pfeil des Pandaros verletzten Menelaos.
Bei der Belagerung schoss ihm Paris (Alexandros) einen Pfeil in die Schulter. Nestor – auf des Idomeneus Zurufen – brachte ihn sogleich in Sicherheit, da den Griechen viel an ihrem gemeinschaftlichen Arzt lag. So heilte er endlich des – auf der Insel Lemnos ausgesetzten – Philoktetes’ lange Zeit unheilbare Wunde. Daher überliefern einige, die Griechen hätten ihm seiner Wissenschaft wegen die meisten Kriegsarbeiten und gefährlichen Tätigkeiten erlassen. Gleichwohl kroch er mit in das hölzerne Pferd und ließ sich in die Stadt Troja schleppen.
Er wurde dennoch von Eurypylos von Mysien, Sohn des Telephos, getötet, der den Tod des Nireus rächen wollte; nach anderen von Penthesilea, der Königin der Amazonen. Seine Gebeine wurden von Nestor nach Messenien gebracht, wo er in Gerenia (Enope) ein Grabmal und ein Heiligtum mit Krankenheilungen erhielt.

## Gemahlin und Söhne
Seine Gemahlin war Antikleia, Tochter des Diokles, Sohn des Orsilochos und König zu Pherai. Mit ihr zeugte er den Nikomachos (Nicomachus) und Gorgasos. Außer diesen sollen ohne Anzeige der Mutter auch noch Sphyrus und Alexanor, Polemokrates und Asklepios der Jüngere seine Söhne gewesen sein.

## Verehrung
Er hatte seinen besonderen Tempel zu Gerenia, wo man glaubte, dass er den Menschen zeigte, was sie gegen die Krankheiten gebrauchen sollten. In Pergamon wurde er so sehr verehrt, dass niemand den Namen des Eurypylos in dem Asklepiostempel nennen durfte, weil er den Machaon umgebracht hatte. Glaukos soll ihm in Gerenia als erster Opfer gebracht haben.

## Eponym
- Carl von Linné gab ihm zu Ehren einen der häufigsten Schmetterlinge aus der Familie der Ritterfalter, dem „Schwalbenschwanz“ seinen lateinischen Namen – Papilio machaon (1758).
- Machaonia wurde von Humboldt und Bonpland eine Pflanzengattung in Rötegewächse nach ihm benannt (1806).
- Ein Jupiter-Trojaner Asteroid (3063) Makhaon ist nach ihm benannt.[27]